# 喬許·薩維亞諾
喬許·薩維亞諾（英語：Josh Saviano，1976年3月31日—）是美國的一位律師。他曾是一位童星，出演過兩小無猜。他出生在紐約州白原市，成長在紐澤西州，畢業於耶魯大學。2014年，薩維亞諾重新出演電視劇。